# Wolfraam(VI)fluoride
Wolfraam(VI)fluoride of wolfraamhexafluoride is een kleurloos gas met als brutoformule WF6. Het is niet brandbaar, maar het is erg corrosief en zeer giftig. Het is het zwaarste gas, dat wil zeggen het gas met de hoogste dichtheid bij een druk van 1 atmosfeer en kamertemperatuur (25°C). Uranium(VI)fluoride is nog zwaarder, maar die stof is een vluchtige vaste stof bij deze omstandigheden. De verbinding heeft een octaëdrische moleculaire geometrie en behoort tot puntgroep Oh.
Het gas wordt het meest gebruikt in de vervaardiging van halfgeleiderschakelingen voor het opbrengen van wolfraamcontacten via de dampfase.

## Synthese
Wolfraam(VI)fluoride van een voldoend hoge zuiverheid om gebruikt te worden in de halfgeleidervervaardiging wordt gemaakt door de reactie van fluorgas met wolfraammetaal. Het metaal wordt in een verhitte reactor gebracht onder enigszins verhoogde druk van 1,2 tot 2,0 psi (ongeveer 8,3 tot 14,8 kPa).
Het is ook mogelijk het gebruik van elementair fluor te vermijden en uit te gaan van de reactie van waterstoffluoride met ofwel het metaal ofwel een halogenide:
{\displaystyle \mathrm {W\ +\ 3\ Cl_{2}\ +\ 6\ HF\ \longrightarrow \ WF_{6}\ +\ 6\ HCl} }
{\displaystyle \mathrm {WCl_{2}\ +\ 2\ Cl_{2}\ +\ 6\ HF\ \longrightarrow \ WF_{6}\ +\ 6\ HCl} }

## Toepassingen bij chemical vapor deposition
Wolfraam(VI)fluoride wordt gebruikt wordt om een laagje wolfraam op aluminium te deponeren via chemical vapor deposition. Een mogelijke toepassing hiervan is het aanbrengen van wolfraamknopjes op halfgeleiderschakelingen.
Wolfraam kan ook worden opgebracht op een chip van silicium of ander halfgeleider materiaal via chemical vapor deposition. Het proces is temperatuurafhankelijk. Onder de 400°C vindt de ontleding naar siliciumtetrafluoride plaats:
{\displaystyle \mathrm {2\ WF_{6}\ +\ 3\ Si\ \longrightarrow \ 2\ W\ +\ 3\ SiF_{4}} }
Boven de 400°C vindt de ontleding naar siliciumdifluoride plaats:
{\displaystyle \mathrm {WF_{6}\ +\ 3\ Si_{2}\ \longrightarrow \ W\ +\ 3\ SiF_{2}} }
Het silicium reduceert het wolfraam van een oxidatietoestand van +VI naar de nulwaardige toestand van het element.

## Toxicologie en veiligheid
In aanraking met water vormt wolfraam(VI)fluoride HF, dat de huid kan binnendringen en schade kan veroorzaken aan de onderhuidse weefsels en vooral het botweefsel. Daarnaast wordt ook wolfraamzuur gevormd:
{\displaystyle \mathrm {WF_{6}\ +\ 4\ H_{2}O\ \longrightarrow \ H_{2}WO_{4}\ +\ 6\ HF} }
Inademing kan de ademhalingswegen aantasten en vergiftigingsverschijnselen oproepen. WF6 werkt als een traangas dat de ogen irriteert. Blootstelling eraan brandt de ogen, de huid en de slijmvliezen.
In Uncle Tungsten vertelt Oliver Sacks hoe hij ballonnen gevuld met WF6 wilde voor zijn 65ste verjaardag, maar daar van afzag omdat het gas te reactief is. Als een ballon geklapt was had dat HF doen ontstaan met het vocht in de lucht.